# 代頓山
代頓山（英語：Mount Dayton），是南極洲的山峰，位於阿蒙森海岸，處於古德爾山以西9公里，海拔高度1,420米，由美國探險隊的測量和空中照片繪入地圖，現時由南極條約體系管理。